# رايتشل
رايتشل (بالبرتغالية: Rychely‏) (6 أغسطس 1987 في البرازيل – )؛ هو لاعب كرة قدم كان يلعب كمهاجم.

## وصلات خارجية
- رايتشل على موقع رابطة كرة القدم اليابانية للمحترفين (اليابانية)
- رايتشل على موقع قاعدة بيانات كرة القدم.إي يو (الإنجليزية)
- رايتشل على موقع Soccerway.com (الإنجليزية)
- رايتشل على موقع عالم كرة القدم.نت (الإنجليزية)